# Альвера, Массимо
Ма́ссимо Альве́ра (итал. Massimo Alverà; род. 6 августа 1957, Кортина-д’Ампеццо, Венеция) — итальянский кёрлингист.
В составе мужской сборной Италии участник чемпионата мира 1983 (заняли десятое место) и чемпионата Европы 1981 (заняли восьмое место). В составе юниорской мужской сборной Италии участник пяти чемпионатов мира (лучший результат — восьмое место в 1977 и 1979).
Играл в основном на позиции четвёртого, несколько сезонов был скипом команды.

## Достижения
- Приз за спортивное мастерство (WJCC Sportsmanship Award) чемпионата мира среди юниоров: 1976.

## Команды
| Сезон   | Четвёртый           | Третий          | Второй              | Первый          | Турниры             |
| ------- | ------------------- | --------------- | ------------------- | --------------- | ------------------- |
| 1974—75 | Массимо Альвера     | Antonio Colli   | Marco Lorenzi       | Fabio Bovolenta | ЧМЮ 1975 (9 место)  |
| 1975—76 | Массимо Альвера     | Франко Совилла  | Fabio Bovolenta     | Marco Lorenzi   | ЧМЮ 1976 (10 место) |
| 1976—77 | Массимо Альвера     | Франко Совилла  | Fabio Bovolenta     | Стефано Морона  | ЧМЮ 1977 (8 место)  |
| 1977—78 | Массимо Альвера     | Франко Совилла  | Стефано Морона      | Dennis Ghezze   | ЧМЮ 1978 (10 место) |
| 1978—79 | Массимо Альвера     | Франко Совилла  | Стефано Морона      | Dennis Ghezze   | ЧМЮ 1979 (8 место)  |
| 1981—82 | Джузеппе Даль Молин | Массимо Альвера | Франко Совилла      | Claudio Alvera  | ЧЕ 1981 (8 место)   |
| 1982—83 | Массимо Альвера     | Франко Совилла  | Джузеппе Даль Молин | Стефано Морона  | ЧМ 1983 (10 место)  |

(скипы выделены полужирным шрифтом)